# HD 83058
HD 83058 är en dubbelstjärna belägen i den mellersta delen av stjärnbilden Seglet och som också har Bayer-beteckningen L Velorum. Den har en kombinerad skenbar magnitud av ca 5,00 och är svagt synlig för blotta ögat där ljusföroreningar ej förekommer. Baserat på parallax enligt Gaia Data Release 2 på ca 3,4 mas, beräknas den befinna sig på ett avstånd på ca 950 ljusår (ca 290 parsek) från solen. Den rör sig bort från solen med en heliocentrisk radialhastighet på ca 35 km/s.

## Egenskaper
Primärstjärnan HD 83058 A är en blå till vit underjättestjärna i huvudserien av spektralklass B2 IV. Den har en massa som är ca 9 solmassor, en radie som är ca 5,4 solradier och har ca 2 700 gånger solens utstrålning av energi från dess fotosfär vid en effektiv temperatur av ca 17 900 K.
HD 83058 har i allmänhet ansetts vara en ensam stjärna, men högupplösta spektra visar att den är en dubbelsidig spektroskopisk dubbelstjärna. De två stjärnorna har ungefär samma spektraltyp. Linjeprofilvariationer har observerats som tyder på att minst ena komponenten pulserar, vilket är vanligt för stjärnor i denna spektralklass. HD 83058 har föreslagits vara en skenstjärna från en supernovaexplosion, men upptäckten att det är en dubbelstjärna gör detta osannolikt.